# Acanthocarpus (zoologia)
Acanthocarpus Stimpson, 1871 è un genere di crostacei decapodi appartenenti alla famiglia Calappidae.

## Tassonomia
La specie tipo è Acanthocarpus alexandri.
In questo genere sono riconosciute 6 specie, di cui una fossile:
- Acanthocarpus alexandri Stimpson, 1871
- Acanthocarpus bispinosus A. Milne-Edwards, 1880
- Acanthocarpus brevispinis Monod, 1946
- Acanthocarpus delsolari Garth, 1973
- Acanthocarpus meridionalis Mané-Garzon, 1980
- †Acanthocarpus obscurus Rathbun, 1918